# Märta Måås-Fjetterström Verkstaden för Svenska Mattor och Vävnader AB
Märta Måås-Fjetterström Verkstaden för Svenska Mattor och Vävnader AB är ett svenskt konstindustriellt företag med tillverkning i Båstad.
Efter textilkonstnären Märta Måås-Fjetterströms död ombildades hennes verkstad 1942 till aktiebolaget Märta Måås-Fjetterström AB, i vars verksamhet den rika mönsterskatt som Måås-Fjetterström lämnade efter sig förvaltades och förnyades. Företaget fortsatte att väva upp originalmönster. Det anställde också Barbro Nilsson som konstnärlig ledare 1942–1970, och tillsammans med Ann-Mari Forsberg och Marianne Richter förnyade hon produktutbudet. Senare knöts även Kaisa Melanton till verkstaden som konstnärlig ledare 1970–1975.
Verkstaden flyttade 1948 från de ursprungliga lokalerna i Strandgården i Båstad till en för ändamålet uppförd byggnad vid Agardhsgatan i Båstad, vilken ritades av Ivar Tengbom och Anders Tengbom.